# 加爾卡河
加爾卡河（烏克蘭語：Галка）是烏克蘭的河流，位於該國北部，屬於烏代河的右支流，發源自洛西尼夫卡，流經切爾尼戈夫州，河道全長30公里，流域面積235平方公里。